# Delia lavata
Delia lavata este o specie de muște din genul Delia, familia Anthomyiidae. A fost descrisă pentru prima dată de Karl Henrik Boheman în anul 1864. Conform Catalogue of Life specia Delia lavata nu are subspecii cunoscute.